# Getúlio Vargas
Getúlio Dornelles Vargas (São Borja, 19 aprile 1882 – Rio de Janeiro, 24 agosto 1954) è stato un avvocato, politico e militare brasiliano, presidente del Brasile per due periodi, dal 3 novembre 1930 al 29 ottobre 1945 e dal 31 gennaio 1951 al 24 agosto 1954. Guidò il Brasile per 18 anni, il più a lungo di qualsiasi presidente, e secondo nella storia brasiliana solo all'imperatore Pietro II tra i capi di Stato.
Fu leader della rivoluzione brasiliana del 1930, che pose fine alla Prima Repubblica deponendo il suo tredicesimo e ultimo presidente, Washington Luís Pereira de Sousa, e impedendo l'inaugurazione del presidente eletto il 1º marzo 1930, Júlio Prestes.
Fu presidente del Brasile nei due periodi. Il primo ininterrotto di 15 anni, dal 1930 al 1945, e fu diviso in 3 fasi: dal 1930 al 1934, come capo del "Governo provvisorio"; dal 1934 al 1937 come presidente della Repubblica del governo costituzionale, essendo stato eletto presidente della repubblica dall'Assemblea costituente nazionale del 1934; e, dal 1937 al 1945, come dittatore, durante l'Estado Novo impiantato dopo il Colpo di Stato del 1937.
Nel secondo periodo, in cui fu eletto con voto diretto, Getúlio governò il Brasile come presidente della Repubblica per tre anni e mezzo: dal 31 gennaio 1951 al 24 agosto 1954, quando si suicidò. Getúlio fu chiamato dai suoi sostenitori" padre dei poveri", a causa della legislazione del lavoro e delle politiche sociali adottate sotto i suoi governi. La sua dottrina e il suo stile politico erano chiamati "getulismo" o "varguismo". I suoi seguaci, che esistono ancora oggi, sono chiamati "getulistas". Le persone a lui vicine lo chiamavano "Doutor Getúlio" e le persone lo chiamavano con il suo nome proprio ("Getúlio").
Vargas fu uno dei numerosi populisti sorti durante gli anni 1930 in America Latina, tra cui Lázaro Cárdenas del Río e Juan Domingo Perón, che promossero il nazionalismo e perseguirono le riforme sociali. Era un sostenitore dei diritti dei lavoratori e un convinto anticomunista.
Si suicidò nel 1954, con un colpo al cuore nella sua stanza, al Palácio do Catete, nella città di Rio de Janeiro, allora capitale federale. La sua influenza in Brasile si estende fino ai giorni nostri. La sua eredità politica è rivendicata da almeno due partiti politici attuali: il Partito Democratico Laburista (PDT) e il Partito Laburista Brasiliano (PTB). Nel 2010 è stato inserito nel Livro dos Heróis da Pátria, riconoscimento istituito nel 1992 che omaggia personalità della storia del Brasile.

## Biografia
Nacque da una famiglia di proprietari terrieri del Rio Grande do Sul. Sua madre era Candida Francisca Dornelles e suo padre il generale Manuel do Nascimento Vargas. Ebbe quattro fratelli: Viriato, Protásio, Espártaco e Benjamim (soprannominato Bejo). 
Svolse gli studi inizialmente nella terra natale e poi ad Ouro Preto, nel Minas Gerais. All'età di 16 anni si unì all'esercito, seguendo le orme paterne, per poi dedicarsi agli studi di Diritto, che completò a Porto Alegre nel 1907. Tornò nella città natale per iniziare la carriera di avvocato, essendosi già distinto per le sue doti di oratore.
Già nel 1929 Vargas venne scelto dall'Alleanza liberale come candidato alla Presidenza della Repubblica con un blando programma di riforme, ma venne sconfitto. L'anno successivo, invece, riuscì ad imporsi con il sostegno di un eterogeneo movimento politico-militare, costituito da industriali, classe media e settori proletari. Fin dall'inizio il suo governo ebbe carattere autoritario e populista. Emanò una serie di leggi sociali avanzate ed innovative per i lavoratori industriali urbani e, nello stesso tempo, creò una struttura sindacale di tipo corporativo, modellata su quella di analoghi regimi dei paesi fascisti europei.
Uomo della grande diplomazia internazionale, venne riconfermato presidente nel 1934, un anno dopo affrontò e sconfisse con una repressione implacabile un'insurrezione ispirata dall'Internazionale Comunista, sostenuta dall'Unione Sovietica e guidata da Luís Carlos Prestes. Per conservare il potere, nel novembre 1937 promosse un colpo di Stato instaurando lo "Stato nuovo" (Estado Novo), dittatura di orientamento fascista, centralizzata, nazionalista e industrialista. In politica estera si avvicinò all'Asse Roma-Berlino, fino a quando l'attacco giapponese di Pearl Harbor e la distruzione di navi brasiliane da parte di sottomarini italiani non lo indussero a cambiare posizione e ad allontanarsi da Hitler e Mussolini, ormai anche con idee politiche molto diverse. Nell'agosto 1942 venne dichiarata guerra all'Italia fascista.
La vittoria degli Alleati (e dunque anche del Brasile) rafforzò però l'opposizione interna del Brasile, lasciando Vargas in una posizione incerta, che si concluse con la deposizione nell'ottobre 1945. Dopo cinque anni di volontario esilio nella sua città natale, ritornò sulla scena politica nel 1950 per essere nuovamente eletto presidente con l'entusiastico appoggio dei sindacati, della borghesia industriale e di settori nazionalisti dell'esercito che vedevano in lui un bastione contro la penetrazione economica statunitense. Vargas creò, fra le altre cose, il monopolio del petrolio con la fondazione della Petrobrás. Una crescente opposizione dell'oligarchia e degli Stati Uniti disegnò una situazione di stallo che spinse Vargas a scegliere il suicidio. Figura carismatica anche dopo la morte, l'influenza del suo nome continuò a pesare nei destini dei brasiliani.

### La rivoluzione del 1930
Presidente dello Stato del Rio Grande do Sul (1928-1930), Vargas si candidò alle elezioni presidenziali del 1930 per l'Alleanza Nazionale Liberale (ANL), coalizione progressista appoggiata dal Rio Grande do Sul, Minas Gerais e Paraíba, nonché dai militari tenentisti. Sconfitto dal paulista Júlio Prestes, che poteva contare sull'appoggio del presidente uscente Washington Luís Pereira de Sousa, Vargas insorse dopo l'assassinio del suo candidato vicepresidente João Pessoa (26 luglio 1930) e, con l'appoggio dei militari, rovesciò il presidente Pereira de Sousa e affidò provvisoriamente il governo a una Giunta Governativa provvisoria composta da tre militari (i generali João de Deus Mena Barreto e Augusto Tasso Fragoso, e l'ammiraglio José Isaías de Noronha).

### Il primo mandato presidenziale
Nominato presidente provvisorio il 3 novembre 1930, Vargas sciolse il Congresso Nazionale e le assemblee statali, sospese la Costituzione del 1891 e sostituì i presidenti statali con interventores federali (scelti specialmente tra le file del Movimento Tenentista). Nel 1932 soffocò la Rivoluzione Paulista, guidata dal vecchio Partito Repubblicano Paulista e dal Partito Democratico, riuniti nella Frente Única Paulista, ultimo tentativo di riscossa della vecchia oligarchia.
Nel 1933 indisse le elezioni per l'Assemblea Costituente (per la prima volta con voto femminile) che nel 1934 approvò una nuova Costituzione che lo elesse presidente costituzionale per un quadriennio. La Costituzione della II Repubblica prevedeva un sistema federale presidenziale, con un presidente eletto per quattro anni e un Congresso Nazionale bicamerale (Camera dei deputati, eletta dal popolo ogni quattro anni, e Senato Federale, con due senatori per stato eletti per otto anni), una legislazione laburista e la rappresentanza per classi.

### Il colpo di Stato del 1937 e la "Costituzione polacca"
La radicalizzazione dello scontro politico portò alla formazione dell'Azione Integralista Brasiliana (estrema destra) e dell'Aliança Nacional Libertadora, mentre nel 1935 ci fu una sollevazione militare comunista (Intentona Comunista). Deciso a rimanere al potere, ma ostacolato da queste due formazioni politiche nelle elezioni presidenziali del 1937, il 10 novembre, col pretesto di sventare un golpe comunista, sciolse il Congresso Nazionale, le assemblee statali e tutti i partiti e promulgò una nuova Costituzione autoritaria (detta dai contemporanei "Costituzione polacca", per analogia con quella del "regime dei colonnelli" di Józef Piłsudski), che istituiva l'Estado Nôvo, presidenziale (non era previsto un termine per il mandato presidenziale), centralista (furono nominati interventores in tutti gli Stati e prefetti in tutti i comuni), conservatore e corporativo (sul modello del regime portoghese di António de Oliveira Salazar e della Carta del lavoro fascista), in cui il rigore poliziesco (controllo su giustizia, stampa e propaganda) si accompagnava alle riforme sociali (salario minimo garantito, legislazione sul lavoro) e allo sviluppo economico e industriale (con l'intervento dello Stato: istituzione del Conselho Nacional do Petróleo, del Conselho Nacional de Águas e Energia Elétrica, della Companhia Siderúrgica Nacional).
Nel 1938 stroncò un golpe di estrema destra e nel 1942, vincendo le opposizioni dei filonazisti del suo governo, entrò in guerra contro l'Asse. Nel 1945, di fronte al crescere del malcontento popolare, permise la ricostituzione dei partiti politici (compreso quello comunista) e indisse le elezioni, ma il 29 ottobre 1945 fu deposto da un pronunciamento di militari conservatori (il generale Eurico Gaspar Dutra, suo candidato alle elezioni, e il generale Góis Monteiro).

### Il secondo mandato e il suicidio

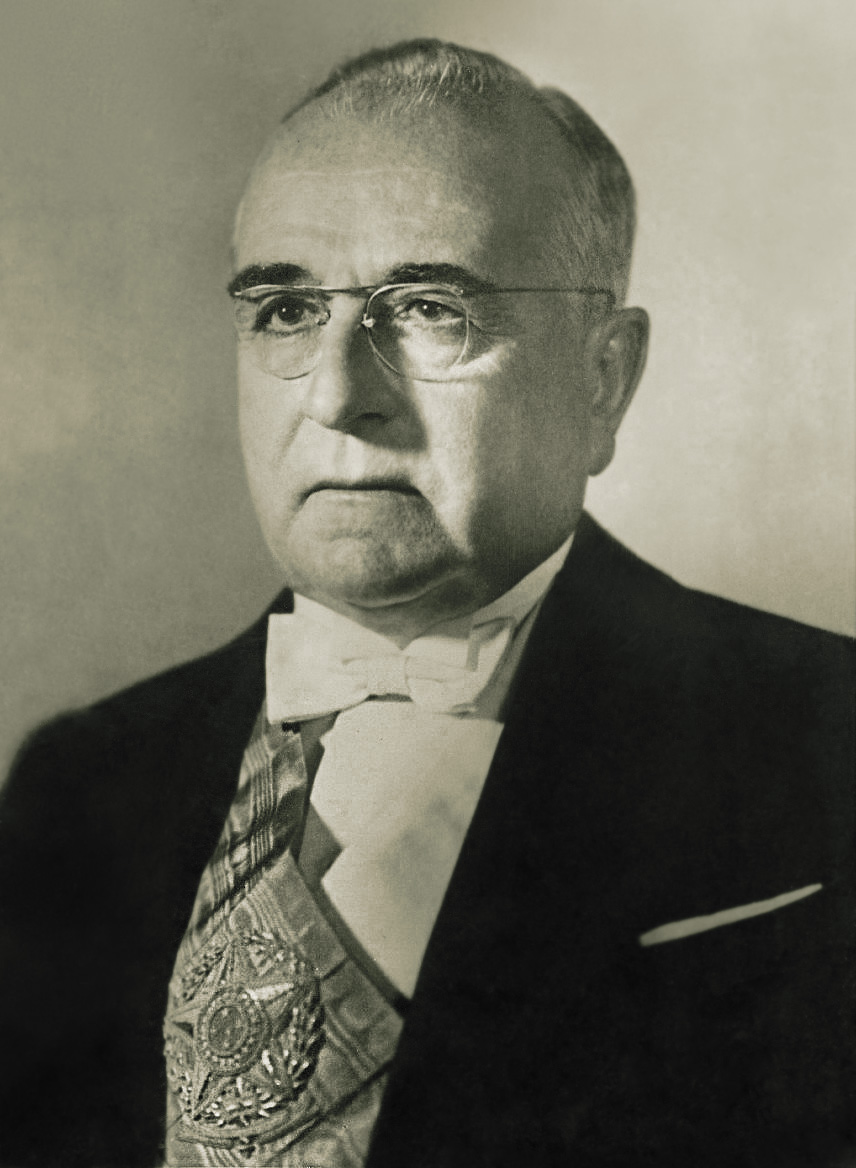
Ritratto ufficiale di Getúlio Vargas nel 1951 per il secondo mandato.

Rieletto presidente nazionale nel 1950 con l'appoggio del Partito Social Progressista (PSP), Vargas promosse il commercio e l'industria e diede impulso all'istruzione, imprimendo una nuova svolta nazionalista e radicale alla politica brasiliana. Nel 1953 creò la Petrobrás, l'agenzia nazionale per lo sfruttamento del petrolio, e nominò il laburista João Goulart al Ministero del Lavoro (ma dovette poi allontanarlo per le proteste dei conservatori), mentre si costituiva la principale centrale sindacale brasiliana, il Comando Generale dei Lavoratori (Comando Geral dos Trabalhadores, CGT).
Privo di una solida maggioranza parlamentare, e perciò costretto a continui equilibrismi, attaccato dal giornalista conservatore Carlos Lacerda, Vargas non riuscì a risollevare l'economia brasiliana e la corruzione del suo governo. Il 5 agosto 1954 il capo della guardia presidenziale Gregório Fortunato, soprannominato O Anjo Negro, l'Angelo Nero, organizzò, pare in piena autonomia, un attentato nella Via Tonelero a danno di Lacerda. Provocò infine un pronunciamento militare in seguito al quale egli si uccise con un colpo di pistola al petto, il 24 agosto 1954. Lasciò un testamento politico, in cui attaccava i gruppi antinazionalisti brasiliani ed esteri, accusandoli di essere la causa del suo insuccesso.

## Vita privata
Nel 1911 si sposò con Darcy Lima Sarmanho, quindicenne all'epoca, con cui ebbe cinque figli: Lutero, Getulinho, Alzira, Jandira e Manuel (soprannominato Maneco). Quest'ultimo, nel 1997, si suicidò come il padre.
Vargas si dichiarava agnostico e fu influenzato dal positivismo di Júlio de Castilho, di cui, col fratello Protásio, era seguace.